# Comuna Vilne, Krîvîi Rih
Vilne (în ucraineană Вільне) este o comună în raionul Krîvîi Rih, regiunea Dnipropetrovsk, Ucraina, formată din satele Radhospne și Vilne (reședința).

## Demografie
Componența lingvistică a satului Vilne
     Ucraineană (85,26%)
     Rusă (13,33%)
     Alte limbi (0,44%)
Conform recensământului din 2001, majoritatea populației satului Vilne era vorbitoare de ucraineană (85,26%), existând în minoritate și vorbitori de rusă (13,33%).